# Turcinoemacheilus kosswigi
Turcinoemacheilus kosswigi é uma espécie de peixe actinopterígeo da família Balitoridae.
Apenas pode ser encontrada na Turquia.